# Pelourinho de Matança
O Pelourinho de Matança situa-se na freguesia de Matança, município de Fornos de Algodres, distrito da Guarda, em Portugal.
Terá sido erguido após a concessão de foral a esta localidade por D. Manuel I em 1514 e situa-se num pequeno largo no centro da povoação.
É composto por um soco octogonal com três degraus sobre o qual se ergue a coluna de fuste octogonal e liso, com base quadrada. A coluna é encimada por um corpo constituído por um tronco de pirâmide de base octogonal invertida sobre o qual assenta uma gaiola rematada por um segundo tronco de pirâmide octogonal, este último coroado por uma esfera.
Foi classificado como Imóvel de Interesse Público pelo Decreto 23 122, DG 231 de 11 de outubro de 1933.